# Mahābhārata I: Ādiparvan

## Anukramaṇikā parvan(Iadhyāya; "Libro dell'indice")

### L'arrivo di Sauti Ugraśravas nella foresta di Naimiṣa durante la celebrazione del rito dodecennale guidato da Śaunaka
Il primo parvan si apre nella foresta di Naimiṣa dove una folla cantori divini (Ṛṣi) e di rinuncianti, guidati dal kulapati (capofamiglia), Śaunaka,  è lì convenuta per il rito collettivo (sattra) della durata di dodici giorni "divini" (divya), corrispondenti a dodici anni "umani" (mānava).
Il bardo Sauti Ugraśravas, il figlio di Lomaharṣaṇa, che ha appena partecipato a un altro sacrificio, quello dei "serpenti" (sarpasattra ) celebrato da Janamejaya, figlio del re Parikṣit, giunge nella foresta di Naimiṣa e, su richiesta dei Ṛṣi lì convenuti, si avvia a narrare un poema che ha udito dal saggio Vaiśampāyana, il quale a sua volta l'aveva appreso dal suo maestro Vyāsa (epiteto di Kṛṣṇa Dvaipāyana), questi il padre di Dhṛtarāṣṭra e di Pāṇḍu che aveva vissuto le vicende narrate in prima persona.

### La cosmogonia narrata da Sauti Ugraśravas
Sauti Ugraśravas innanzitutto loda Īśāna, il Signore originario, il Brahman manifesto e non manifesto, partecipe dell'universo e distinto da esso; Hari Signore di tutto ciò che si muove; Visnù, l'infinita bontà. Quindi Sauti Ugraśravas narra la cosmogonia: nell'oscurità dapprima emerge un grande uovo (br̥had aṇḍam), seme inesauribile (bījam akṣayam),  di tutto il creato, brahman luminoso ed eterno, causa di tutto quello che esiste e di ciò che non esiste. Da questo uovo emerge Prajāpati, ovvero Brahmā, il Precettore degli dèi,  conosciuto anche come Manu, Ka, Sthāṇu, Parameṣṭhin. Da lui nasce Dakṣa, da questi i suoi sette figli e via con la restante creazione, ivi compresi i 33.333 dèi.
Vyāsa aveva peraltro già dettato l'intero poema a Gaṇeśa che l'aveva messa per iscritto.
La storia che Sauti Ugraśravas si accinge a narrare è la storia dei discendenti di Bharata, la dinastia aria di ascendenza lunare, e ascoltare o recitare tale storia, spiega Sauti Ugraśravas, porta meriti (phala, "frutto") spirituali.
Innanzitutto il bardo spiega la natura del nome Mahābhārata con il fatto che esso fu posto su una bilancia e valutato dagli dèi superiore, sia per ampiezza che per peso, ai quattro Veda e da qui l'espressione mahā, "grande".

## Parvasaṃgraha parvan(IIadhyāya; "Libro del sommario dei libri")

### L'esercito nel Mahābhārata
Successivamente Sauti Ugraśravas narra ai "saggi" come si forma un esercito: la formazione di base, detta patti, si compone di un ratha (carro da guerra), un gaja (elefante), tre cavalli (turaga) e cinque padāti (fanti) (eko ratho gajaś caiko narāḥ pañca padātayaḥ/ trayaś ca turagās tajjñaiḥ pattir ity abhidhīyate: I, 2,15 nella ed. "critica").
Tre patti compongono un senamukha; tre senamukha un gulma; un gulma tre gaṇa; tre  gaṇa una vahīnī; tre vahīnī una pṛtanā; tre pṛtanā una camū; tre camū una anīkinī; dieci anīkinī compongono una akṣauhiṇī (armata)
Nella battaglia di Kurukṣetra, sono presenti in tutto diciotto akṣauhiṇī (armate) ognuna delle quali formata da 21.870 carri e altrettanti elefanti, da 65.610 cavalli e 109.350 fanti. Più avanti, nel V parvan, verrà precisato che undici delle diciotto armate sono schierate a favore dei Kaurava, le restanti sette con i Pāṇḍava.
Il parvan continua con l'elencazione dei 100 parvan minori costituenti l'intero Mahābhārata e la sintesi dei loro contenuti.

## Pauṣya parvan(IIIadhyāya; "Libro del [re] Pauṣya")
Il parvan si apre con Janamejaya, figlio del re Parikṣit, che insieme ai suoi fratelli sta celebrando un sacrificio sulla piana di Kurukṣetra quando giunge un figlio Saramā. I fratelli Janamejaya battono il figlio di Saramā che corre piangendo dalla madre che, avendo appreso dal figlio che questi non ha violato il rito dei figli di Parikṣit leccando o guardano il burro del sacrificio, si reca sul posto maledicendo l'intera congrega sacrificale.
In questo parvan Uttaṅka invita il re Janamejaya a celebrare il sarpasatra (sacrificio dei serpenti).

## Aṃśāvataraṇa parvan(LXIX-LXIVadhyāya, "Libro delle discese parziali")
Sauti Ugraśravas spiega che prima di giungere lì nella foresta di Naimiṣa si era recato per al sacrificio dei serpenti del gran re Janamejaya dove aveva incontrato Vyāsa il quale aveva ricevuto la richiesta di raccontare il Mahābhārata dal re in persona e quindi aveva lasciato al suo discepolo Vaiśampāyana tale incombenza. Da questo momento la voce narrante il Mahābhārata è Vaiśampāyana.

### La nascita di Satyavatī e Virāṭa. Vyāsa figlio di Satyavatī
Vaiśampāyana esordisce narrando il mito della nascita di due gemelli, Satyavatī e Virāṭa. Una ninfa celeste (apsaras) di nome Adrikā, viene trasformata in un pesce del fiume Yamunā dalla maledizione di un brahmano che aveva cercato di sedurre mentre praticava la meditazione. Ma Adrikā supplica il brahmano e questi, commosso, gli promette di restituirle la forma di ninfa una volta che ha partorito due esseri umani. Mentre nuotava nella sua nuova forma di pesce, la ninfa inghiottisce una foglia su cui è  depositato lo sperma del re Uparicara-Vasu. Questa foglia contiene lo sperma del re in quanto questi lo aveva emesso durante la caccia al pensiero della moglie Girika,  e quindi lo aveva inviato alla sposa per mezzo di un falco affinché divenisse gravida, ma il falco, attaccato durante il viaggio da un altro falco, fa precipitare la foglia nel fiume. Successivamente alcuni pescatori catturano la ninfa-pesce e, apertole il ventre, quindi uccidendola e restituendole la forma di ninfa celeste, scoprono i due gemelli, di fatto figli della ninfa-pesce e del re Uparicara-Vasu.
Virāṭa viene condotto al cospetto del re e quindi da lui adottato, finendo per divenire il re dei Matsya.
Satyavatī, una splendida fanciulla la cui pelle tuttavia emanava un forte odore di pesce per via delle sue origini, viene allevata invece dalla famiglia dei pescatori che l'ha raccolta, divenendo così la traghettatrice del fiume Yamunā. Un giorno un Ṛṣi, di nome Parāśara, la incontra e se ne innamora. Lei accetta di unirsi a lui a patto che, dopo l'incontro amoroso, il saggio Parāśara le restituisca la verginità perduta e trasformi l'odore della sua pelle in una gradevole fragranza. Dall'unione tra Satyavatī e Parāśara nasce Kṛṣṇa Dvaipāyana ovvero Vyāsa.

## Sambhava parvan(LXV-CXLadhyāya; "Libro delle origini")

### Śāntanu padre di Bhīṣma e Vicitravīrya. Il destino di Ambā.
Nel frattempo l'ultimo componente della dinastia dei Paurava, il sovrano Śāntanu genera con sua moglie, la dea Gaṅgā, l'erede al trono Devavrata. Durante un viaggio Śāntanu incontra lungo il fiume Yamunā, Satyavatī di cui si innamora. Dalla loro unione nascono Citrāṅgada e Vicitravīrya. Satyavatī e la sua famiglia esprimono il desiderio che uno dei suoi figli possa succedere al trono del re.
Devavrata, erede legittimo, per compiacere il padre rinuncia ai suoi diritti e fa voto di perenne castità onde evitare anche future dispute dinastiche, in questo modo il principe acquisirà il nome di Bhīṣma (da intendersi come "Colui che ha fatto il voto terribile"). In cambio il re Śāntanu consegna al figlio il potere di decidere quando morire.
Citrāṅgada muore a seguito di uno scontro con un gandharva e quindi il trono spetta a Vicitravīrya. Bhīṣma, guerriero perfetto, vince in un torneo (svayaṃvara) e conquista tre mogli, figlie del re di Kāśī, per il fratellastro e re Vicitravīrya: Ambā, Ambikā e Ambalikā.
Ambā fa tuttavia presente a Bhīṣma di essere promessa ad un altro uomo, il re Śālva. Bhīṣma si decide di rinunciare al premio inviando Ambā a Śālva, ma questi la rifiuta in quanto non più "pura" ovvero già entrata in casa di un altro uomo. A questo punto anche Vicitravīrya rifiuta di sposare Ambā. Ambā si offre quindi a Bhīṣma il quale, fedele al suo voto di castità, la rifiuta. Vistasi rifiutata da tutti i possibili sposi, e covando un profondo odio per Bhīṣma, Ambā si uccide gettandosi nel fuoco. Il suo destino sarà quello di rinascere come Śikaṇḍinī, figlia del re Drupada, ma ella rinuncerà al suo genere femminile cambiando sesso per mezzo di uno yakśa,  divenendo così quello Śikaṇḍin, guerriero nato donna, che nel prosieguo del racconto Bhīṣma rifiuterà di affrontare e che quindi gli causerà la morte.